# Ла-Гард (Альпы Верхнего Прованса)
Ла-Гард (фр. La Garde, окс. La Garda) — коммуна во Франции, находится в регионе Прованс — Альпы — Лазурный Берег. Департамент коммуны — Альпы Верхнего Прованса. Входит в состав кантона Кастеллан. Округ коммуны — Кастелан.
Код INSEE коммуны — 04092.

## Население
Население коммуны на 2008 год составляло 89 человек.
| 1962 | 1968 | 1975 | 1982 | 1990 | 1999 | 2008 |
| ---- | ---- | ---- | ---- | ---- | ---- | ---- |
| 68   | 54   | 65   | 68   | 88   | 56   | 56   |

## Экономика
В 2007 году среди 64 человек в трудоспособном возрасте (15—64 лет) 44 были экономически активными, 20 — неактивными (показатель активности — 68,8 %, в 1999 году было 80,6 %). Из 44 активных работали 38 человек (19 мужчин и 19 женщин), безработных было 6 (3 мужчин и 3 женщины). Среди 20 неактивных 2 человека были учениками или студентами, 12 — пенсионерами, 6 были неактивны по другим причинам.

## Достопримечательности
- Приходская церковь Нотр-Дам-де-Ормео (XIII век)
- Руины замка